# Lista planetelor minore: 90001–91000
| Nume                                            | Denumire provizorie                             | Data descoperirii                               | Locul descoperirii                              | Descoperitor(i)                                 |                                                 |                                                 |                                                 |                                                 |                                                 |                                                 |                                                 |                                                 |                                                 |                                                 |                                                 |                                                 |                                                 |                                                 |                                                 |                                                 |                                                 |                                                 |                                                 |                                                 |                                                 |                                                 |                                                 |                                                 |                                                 |                                                 |                                                 |                                                 |                                                 |                                                 |                                                 |                                                 |                                                 |                                                 |                                                 |                                                 |                                                 |                                                 |                                                 |                                                 |                                                 |                                                 |                                                 |                                                 |                                                 |
| 90001–90100 Lista planetelor minore/90001–90100 | 90001–90100 Lista planetelor minore/90001–90100 | 90001–90100 Lista planetelor minore/90001–90100 | 90001–90100 Lista planetelor minore/90001–90100 | 90001–90100 Lista planetelor minore/90001–90100 | 90101–90200 Lista planetelor minore/90101–90200 | 90101–90200 Lista planetelor minore/90101–90200 | 90101–90200 Lista planetelor minore/90101–90200 | 90101–90200 Lista planetelor minore/90101–90200 | 90101–90200 Lista planetelor minore/90101–90200 | 90201–90300 Lista planetelor minore/90201–90300 | 90201–90300 Lista planetelor minore/90201–90300 | 90201–90300 Lista planetelor minore/90201–90300 | 90201–90300 Lista planetelor minore/90201–90300 | 90201–90300 Lista planetelor minore/90201–90300 | 90301–90400 Lista planetelor minore/90301–90400 | 90301–90400 Lista planetelor minore/90301–90400 | 90301–90400 Lista planetelor minore/90301–90400 | 90301–90400 Lista planetelor minore/90301–90400 | 90301–90400 Lista planetelor minore/90301–90400 | 90401–90500 Lista planetelor minore/90401–90500 | 90401–90500 Lista planetelor minore/90401–90500 | 90401–90500 Lista planetelor minore/90401–90500 | 90401–90500 Lista planetelor minore/90401–90500 | 90401–90500 Lista planetelor minore/90401–90500 | 90501–90600 Lista planetelor minore/90501–90600 | 90501–90600 Lista planetelor minore/90501–90600 | 90501–90600 Lista planetelor minore/90501–90600 | 90501–90600 Lista planetelor minore/90501–90600 | 90501–90600 Lista planetelor minore/90501–90600 | 90601–90700 Lista planetelor minore/90601–90700 | 90601–90700 Lista planetelor minore/90601–90700 | 90601–90700 Lista planetelor minore/90601–90700 | 90601–90700 Lista planetelor minore/90601–90700 | 90601–90700 Lista planetelor minore/90601–90700 | 90701–90800 Lista planetelor minore/90701–90800 | 90701–90800 Lista planetelor minore/90701–90800 | 90701–90800 Lista planetelor minore/90701–90800 | 90701–90800 Lista planetelor minore/90701–90800 | 90701–90800 Lista planetelor minore/90701–90800 | 90801–90900 Lista planetelor minore/90801–90900 | 90801–90900 Lista planetelor minore/90801–90900 | 90801–90900 Lista planetelor minore/90801–90900 | 90801–90900 Lista planetelor minore/90801–90900 | 90801–90900 Lista planetelor minore/90801–90900 | 90901–91000 Lista planetelor minore/90901–91000 | 90901–91000 Lista planetelor minore/90901–91000 | 90901–91000 Lista planetelor minore/90901–91000 | 90901–91000 Lista planetelor minore/90901–91000 | 90901–91000 Lista planetelor minore/90901–91000 |
| ----------------------------------------------- | ----------------------------------------------- | ----------------------------------------------- | ----------------------------------------------- | ----------------------------------------------- | ----------------------------------------------- | ----------------------------------------------- | ----------------------------------------------- | ----------------------------------------------- | ----------------------------------------------- | ----------------------------------------------- | ----------------------------------------------- | ----------------------------------------------- | ----------------------------------------------- | ----------------------------------------------- | ----------------------------------------------- | ----------------------------------------------- | ----------------------------------------------- | ----------------------------------------------- | ----------------------------------------------- | ----------------------------------------------- | ----------------------------------------------- | ----------------------------------------------- | ----------------------------------------------- | ----------------------------------------------- | ----------------------------------------------- | ----------------------------------------------- | ----------------------------------------------- | ----------------------------------------------- | ----------------------------------------------- | ----------------------------------------------- | ----------------------------------------------- | ----------------------------------------------- | ----------------------------------------------- | ----------------------------------------------- | ----------------------------------------------- | ----------------------------------------------- | ----------------------------------------------- | ----------------------------------------------- | ----------------------------------------------- | ----------------------------------------------- | ----------------------------------------------- | ----------------------------------------------- | ----------------------------------------------- | ----------------------------------------------- | ----------------------------------------------- | ----------------------------------------------- | ----------------------------------------------- | ----------------------------------------------- | ----------------------------------------------- |

| Predecesor: 89001–90000 | Lista planetelor minore 90001–91000 Semnificații ale numelor: 90001–91000 | Succesor: 91001–92000 |